# Spontanremission
Als Spontanremission wird die Symptomreduktion oder Überwindung einer Krankheit oder psychischen Störung ohne eine medizinische oder therapeutische Intervention bezeichnet.
Im Bereich der Onkologie (also bei Krebs) wird dies auch als Spontanregression bezeichnet. Für Spontanremissionen nannten Everson und Cole in ihrem Buch von 1966 folgende Definition: Als Spontanremission bezeichnet man ein komplettes oder teilweises Verschwinden eines bösartigen Tumors in Abwesenheit aller Behandlungen oder mit Behandlungen, für die bisher kein Wirksamkeitsnachweis geführt werden konnte. Im Falle von Krebsen des blutbildenden Systems spricht man von Spontanremission, bei soliden Tumoren von Spontanregression; diese beiden Begriffe werden jedoch häufig synonym benutzt.  Beides sind Formen der Spontanheilung bei Krebs.
Auch bei psychischen Störungen spielt Spontanremission eine bedeutende Rolle. Deshalb ist die Wirksamkeit einer Psychotherapie immer gegen die Besserungsrate durch Spontanremission zu prüfen, d. h. ob die Therapie darüber hinaus einen signifikanten zusätzlichen Effekt bringt. Dabei bedeutet spontan nicht „ohne Ursachen“, welche sich aus den normalen Veränderungen der Lebenssituation ergeben können. Heute geht man davon aus, dass die Besserungsrate durch Psychotherapie einer Spontanremission überlegen ist.

## Spontanremission bei Krebs
Man nahm lange an, dass Spontanremissionen bei Krebs ein seltenes Phänomen sind und dass sie sich bei bestimmten Krebsformen häufen und bei anderen Krebsformen selten sind (häufiger bei malignen Melanomen, Nierenzellkarzinomen, malignen Lymphomen und kindlichen Neuroblastomen, seltener bei Bronchial- und Mammakarzinomen, kolorektalen Karzinomen, invasiven Zervixkarzinomen, Magen- oder Ovarialkarzinomen und akuten Leukämien). In einem Übersichtsartikel wurde eine Häufigkeit von 1/100.000 Krebserkrankungen geschätzt, wobei dieser Wert in der Realität deutlich nach oben oder unten abweichen kann. Denn zum einen werden nicht alle Spontanremissionen erfasst, entweder weil der Fall nicht gut dokumentiert wurde, weil die behandelnden Ärzte den Fall nicht publizierten oder weil der betreffende Patient sich schlicht nicht wieder in der Klinik einfand. Auf der anderen Seite ist seit 100 Jahren kaum ein Krebspatient unbehandelt, so dass der Einfluss der jeweiligen Behandlung unklar ist. Dennoch handelt es sich bei Spontanheilungen bei Krebs ohne Zweifel um ein reales Phänomen, für das man in der Literaturdatenbank PubMed über 1000 publizierte Fallstudien findet.
Möglicherweise ist jedoch die Häufigkeit von Spontanregressionen zumindest bei kleinen Tumoren deutlich höher, als bislang angenommen wurde. In einer Mammographiestudie von 2008 wurde eine um 22 % erniedrigte kumulative Inzidenz von Brustkrebs bei der Kontrollgruppe ohne Mammographie im Vergleich mit der mit Mammographiegruppe gefunden; dieser Befund wurde in der Arbeit ausführlich diskutiert und letztendlich als Spontanheilungsquote von 22 % bei Brustkrebs interpretiert, ein Wert, der ebenfalls in einer Arbeit von 2006 gefunden wurde.

### Ursachen
In medizinischen Kreisen wird als Ursache von Spontanremissionen bei Krebs häufig der programmierte Zelltod (Apoptose) oder die Inhibition der Angiogenese (Gefäßneubildung) in Tumoren angegeben. Doch weder Apoptose noch Angiogenese sind Ursachen, sondern biologische Mechanismen auf zellulärer Ebene, die ihrerseits einen Auslöser benötigen. In vielen Krebszellen ist die Apoptose durch Mutationen ausgeschaltet, die Angiogenese durch Mutationen angeschaltet; Krebs existiert, weil gerade diese beiden Mechanismen nicht mehr korrekt funktionieren. Eine andere Hypothese besagt, dass Spontanregressionen bei Krebs in einem engen zeitlichen Zusammenhang mit heftigen fiebrigen Infekten zu stehen scheinen. Wenn es sich bei dieser zeitlichen Koinzidenz um einen ursächlichen Zusammenhang handeln sollte, sollten sich fiebrige Infekte auch vorbeugend (prophylaktisch) bemerkbar machen, d. h. das Risiko, an Krebs zu erkranken, senken. Diese Annahme wurde durch die Zusammenführung von mehr als 30 epidemiologischen Studien erhärtet.

### Übersichtsartikel
Rohdenburg beschreibt im Jahre 1918 185 beobachtete Spontanremissionen, Fauvet. berichtet über 202 Fälle zwischen 1960 und 1964, Boyd. berichtet 1966 über 98 Fälle, Cole. und Everson. berichten von 176 Fällen im Zeitraum von 1900 bis 1960, Challis berichtet von 489 Fällen in den Jahren 1900–1987, Brendon O’Regan und Caryle Hirschberg (Hirshberg) berichten hingegen 1993 von 1385 Spontanremissionen bei Krebs im gleichen Zeitraum zwischen 1900 und 1987.

## Spontanremission bei psychischen Störungen
Spontanremission ist auch für psychischen Störungen relevant. „Spontan“ ist nicht mit „ohne Ursache“ gleichzusetzen, Margraf und Schneider definieren sie deshalb als eine „ohne professionelle Einwirkung auftretende Remission“ – Remission wiederum als „Rückgang bzw. Nachlassen psychischer oder körperlicher Störungszeichen“.
In den verschiedensten Modellen zu Ursachen psychischer Störungen ist ein gemeinsamer Nenner, dass psychische, soziale und biologische Faktoren zu deren Entstehung, Auslösung und Unterhaltung beitragen können. Diese unterliegen auch unabhängig von Behandlungen einer Veränderung mit Auswirkung auf die Störungen. Psychisch stark Belastete werden ggf. im Laufe der Zeit auch durch positive Änderung der Lebensumstände weniger belastet, das soziale Umfeld kann sich ändern. Andere nicht professionelle Hilfe aus der Umgebung, Anwendung von Bewältigungsstrategien, das Mobilisieren eigener Ressourcen, sowie Veränderungen biologischer Prozesse etc. können dazu beitragen, dass Besserungen auftreten. Auch biologische Faktoren unterliegen Veränderungen mit Auswirkung auf die Störungen.

### Berücksichtigung bei der Effektivitätskontrolle von Psychotherapie
Eine wichtige Debatte zur Bedeutung der Spontanremission bei Psychotherapie geht auf Untersuchungen von Hans Jürgen Eysenck aus dem Jahr 1952 zurück, der zum Schluss kam, dass es durch Psychotherapie zu keiner Besserung bei neurotischen Störungen käme, die über der Spontanremissionsrate liegen würde. Unbehandelte neurotische Patienten würden nach einer Dauer von rund 2 Jahren zu 2/3 ebenfalls eine deutliche Besserung zeigen. Die dadurch ausgelösten Diskussionen stellten die Wirksamkeit von Psychotherapie infrage, weil dann Veränderungen vor allem durch die vergangene Zeit bzw. die Veränderung der Lebensumstände entstanden wären. Die damals verwendeten 24 Studien (19 eklektisch und 5 psychoanalytisch orientiert) entsprechen allerdings nicht mehr dem heutigen Stand der Psychotherapie und ihrer Wirksamkeitsforschung. Eysenck bleibt das Verdienst, auf dieses Problem aufmerksam gemacht zu haben und auch in Erfolgsstudien zur Psychotherapie unbehandelte oder anders behandelte Kontrollgruppen zu verwenden. Rachman stellte klar, dass Eysenck nicht allein die vergangene Zeit als Ursache der Spontanremission ansieht und die „Abwesenheit einer formalen psychiatrischen Behandlung“ meint. Eysenck habe 1963 eine Theorie vorgeschlagen, welche z. B. das Diskutieren der Probleme mit Verwandten, dem Rechtsanwalt, Priester oder mit Nachbarn, Beförderungen, finanziellen Auftrieb oder eine glückliche Liebesaffäre als Beiträge zum Prozess der Spontanremission sieht. Margraf schätzt ein, dass die Diskussion über die Spontanremission die „wichtige Funktion einer Klärung unspezifischer Wirkfaktoren und ihrer Bedeutung für den psychotherapeutischen Prozess“ hatte.

#### Gegenwärtiger Stand
Reimer u. a. unterscheiden spontane Verbesserungen während einer Behandlung von durch die spezifische Intervention bedingten Veränderungen. Faktoren, die für die Spontanremission verantwortlich gemacht werden, können allerdings auch während einer spezifischen Intervention auftreten und die Veränderungen mit bewirken, positive Veränderungen der Lebensumstände auch in Wechselwirkung mit der Psychotherapie eintreten. Nicht alle Patienten reagieren aber gleich positiv darauf, es gibt Verschlechterungen, unerwünschte Nebenwirkungen oder keine Veränderung. Sie verweisen auf ein Modell von Lambert aus dem Jahr 1977, welches daran ansetzt, dass die Varianz der Erfolgskriterien in den Gruppen mit Intervention gegenüber den Kontrollgruppen zunimmt. Die Anteile für „Verschlechterung“, „Keine Veränderung“, „Spontane Verbesserung“ und „Therapeutische Veränderung“ in beiden Gruppen müssen ermittelt und verglichen werden. Dabei ist die kurzfristige und langfristige Wirksamkeit zu unterscheiden.
Die Wirksamkeit von Therapien ist deshalb so zu belegen, dass die Besserungsrate über derjenigen von Spontanremission liegt. Bei der Beurteilung ist auch zu beachten, dass viele Fälle ohne Therapie nicht stabil bleiben bzw. sich verschlechtern können. In einem Übersichtsartikel geben Herpertz und Matzke an, dass Psychotherapie schulenübergreifend heute in etwa eine 4-mal bessere Remissionsrate erreicht als entsprechend der Spontanremission zu erwarten wäre. Margraf und Schneider halten die „ältere Auffassung“, dass die meisten „neurotischen Störungen von allein abheilen“ würden für „heute weitgehend widerlegt“.

### Häufigkeit von Spontanremission
Bergin (1970) setzt den Anteil der Spontanremission auf 30 % an, seine Aussage beruhe auf der Bildung des Medians von 14 Studien, wo die Raten zwischen 0 % und 56 % liegen.
Wittchen gibt aus Ergebnissen einer Langzeituntersuchung (Beobachtung von 1974 bis 1981) an, dass für Angststörungen die symptomatische Remission in allen Angstgruppen niedrig war, die Remission psychosozialer Störungen dagegen günstiger (28,6 % für Panikstörungen, 53,1 % für einfache und soziale Phobien). Bei Zwangsstörungen war keine spontane Remission feststellbar, bei Panikstörungen 14,3 %, bei Agoraphobien 19,2 % und bei einfachen und sozialen Phobien von 18,8 % (als volle Remission).